# Mullsjö (comuna)
Mullsjö (em sueco: Mullsjö kommun;  PRONÚNCIA) é uma comuna da Suécia localizada no condado de Jönköping. Sua capital é a cidade de Mullsjö. Possui 200 quilômetros quadrados e segundo censo de 2022, havia 7 532 habitantes.